# Aselin Debison
Aselin Debison é uma cantora canadense e já lançou álbuns pela Epic Records.